# Balansas

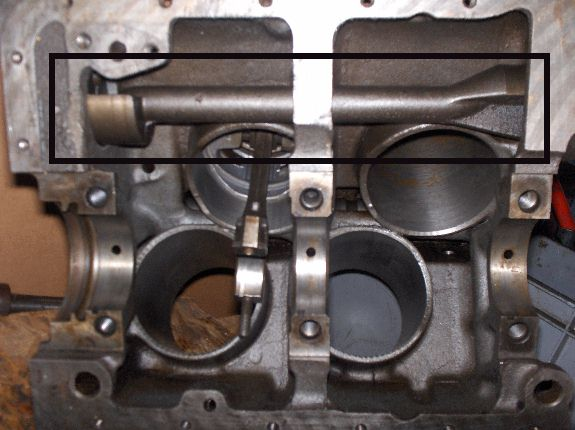
Balansas in een Ford Taunus V4 motor.

Een balansas is een as met excentrisch aangebrachte contragewichten die de trillingen en onbalans in het motorblok (veroorzaakt door de beweging van zuigers, krukas en drijfstangen) opheft, waardoor de hele motor minder trilt. De motorbalans hangt in sterke mate af van het aantal cilinders en de cilinderconfiguratie.
Dit is vooral van belang bij motorfietsen die in het algemeen maar weinig cilinders hebben. Een motor met minder cilinders veroorzaakt meer trillingen.